# Clypeodytes procerus
Clypeodytes procerus är en skalbaggsart som beskrevs av Omer-cooper 1959. Clypeodytes procerus ingår i släktet Clypeodytes och familjen dykare. Inga underarter finns listade i Catalogue of Life.